# 博讷博
博讷博（法語：Bonnebosq，法語發音：[bɔnbo]）是法国卡尔瓦多斯省的一个市镇，属于利雪区。

## 地名
该地名“Bonnebosq”发音为[bɔnbo]，字母“sq”不发音，《世界地名译名词典》将其误译作“博讷博斯克”。

## 地理
博讷博（49°12'17"N, 0°4'40"E）面积12.17 平方千米，位于法国诺曼底大区卡爾瓦多斯省，该省份为法国西北部沿海省份，北濒大西洋英吉利海峡，东北与滨海塞纳省以海上边界相接，东临厄尔省，南至奧恩省，西与芒什省接壤。
与博讷博接壤的市镇（或旧市镇、城区）包括：欧维拉尔、克拉尔贝克、达内斯塔勒、博富尔-德吕瓦勒、福尔芒坦、勒富尔内、瓦尔瑟梅。
博讷博的时区为UTC+01:00、UTC+02:00（夏令时）。

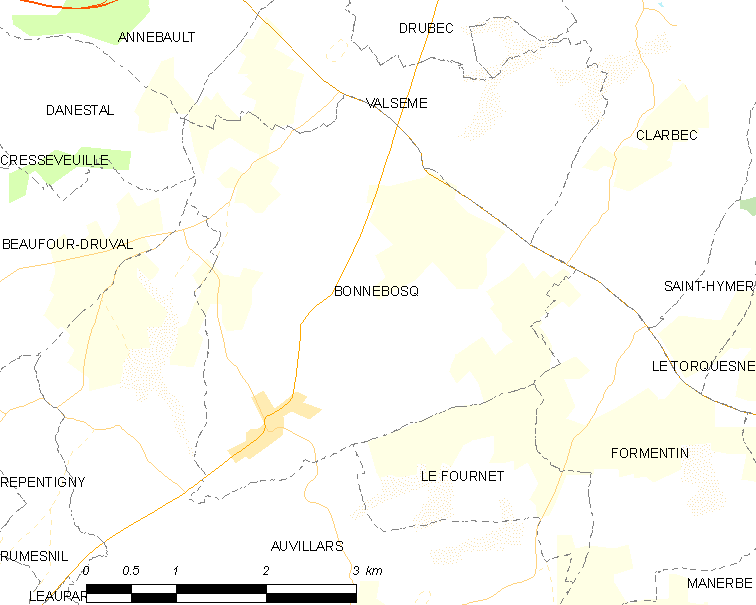
博讷博的OSM定位图

## 行政
博讷博的邮政编码为14340，INSEE市镇编码为14083。

## 政治
博讷博所属的省级选区为梅济东瓦莱多日县。

## 人口

1962-2008年间博讷博人口变化图示

博讷博于2022年1月1日时的人口数量为659人。